# Cuauhtapanaloyan
Cuauhtapanaloyan är en ort i Mexiko.   Den ligger i kommunen Cuetzalan del Progreso och delstaten Puebla, i den sydöstra delen av landet, 190 km öster om huvudstaden Mexico City. Cuauhtapanaloyan ligger 371 meter över havet och antalet invånare är 556.
Terrängen runt Cuauhtapanaloyan är varierad. Runt Cuauhtapanaloyan är det tätbefolkat, med 383 invånare per kvadratkilometer. Närmaste större samhälle är Ciudad de Cuetzalan, 9,0 km sydväst om Cuauhtapanaloyan. I omgivningarna runt Cuauhtapanaloyan växer huvudsakligen savannskog.